# Olimpia Koło
Maillots
Dernière mise à jour : 15 février 2012.
Le MKS Olimpia Koło ((pl) Miejski Klub Sportowy Olimpia Koło) est un club polonais de football basé à Koło.

## Historique
- 1920 : fondation du club sous le nom de KS Olimpia Koło
- 1949 : le club est renommé Gwardia Koło
- 1955 : le club est renommé Olimpia Koło
- 1956 : le club est renommé ZS Olimpia-Start Koło
- Le club est par la suite renommé MZKS Start-Olimpia Koło
- 1995 : le club est renommé  MKS Olimpia Koło